# Leslie Winik
Leslie Isaac Winik (* 13. April 1903 in Sydney; † 26. April 1975 in New York City) war ein US-amerikanischer Filmproduzent, der überwiegend Kurzfilme zum Thema Sport produzierte.

## Leben
Leslie Winik wurde in Sydney geboren und besuchte die britische Privatschule Brighton College, die er im Winter 1917 verließ, sowie die Peekskill Military Academy im US-Bundesstaat New York.
1939 gründete er das Unternehmen Official Films, Inc. mit Sitz in New York City. Ursprünglich produzierte und verkaufte es 16-mm-Kurzfilme im Bildungs-, Werbungs- und Unterhaltungsbereich. Winik war zudem autorisierter Fotograf der Weltausstellung 1939 New York World’s Fair, und Official Films vermarktete das Bildmaterial bis in die 1970er. Das Unternehmen bot auch frühe Charlie-Chaplin-Filme an, die mit Sound und Musik unterlegt wurden sowie gekürzte Versionen von Spielfilmen. Es gehörte zu den Firmen, die während des Zweiten Weltkriegs den Anti-Nazi-Propaganda-Kurzfilm Lambeth Walk – Nazi Style (1942) vertrieben. Als Produzent trat Winik in diesen Jahren unter anderem mit einer zehnminütigen Doku über Golfspieler, Sportbeams: Follow Thru (1940), in Erscheinung. 1945 verkaufte er Official Films an ein Konsortium, das von George A. Hirliman, Harry J. Rothman und Aaron Katz geführt wurde.
Danach leitete Winik die New Yorker Produktionsfirma Winik Films Corporation. Zu deren Dienstleistungen gehörte die Organisation von TV-Shows, die Produktion von Werbespots und Aufnahmen von Sportveranstaltungen. Auch bei den dort produzierten Kurzfilmen stand das Thema Sport im Mittelpunkt. Winik filmte unter anderem Preisboxkämpfe und andere Veranstaltungen im Madison Square Garden. In späteren Jahren drehte er Trainingsfilme für Mannschaften wie die New York Giants und New York Knicks.
1960 produzierte Winik in Zusammenarbeit mit Paramount Pictures den Kurzfilm A Sport Is Born, der von den Anfängen der Sportart Fallschirmspringen berichtet. Dieser Film brachte Winik 1961 seine erste Oscar-Nominierung in der Kategorie Bester Kurzfilm ein.
Von 1963 bis 1965 war Winik Präsident der International Telemeter Corporation, zu dieser Zeit ein Tochterunternehmen von Paramount Pictures, das Pay-TV-Services realisierte.
Wiederum in Kooperation mit Paramount Pictures produzierte Winik Films 1966 den Kurzfilm The Winning Strain. Dafür wurde Winik bei der Oscarverleihung 1967 erneut für einen Oscar nominiert.
Zuletzt lebte Winik in Stamford, Connecticut. Er starb 1975 mit 72 Jahren im New York University Hospital. Er hinterließ seine Frau, zwei Töchter und zwei Söhne.

## Filmografie (Auswahl)
- 1939: New York World’s Fair (Dokumentar-Kurzfilm)
- 1940: Sportbeams: Follow Thru (Dokumentar-Kurzfilm)
- 1944: Boogie-Woogie Dream (Kurzfilm)
- 1954: Rocky Marciano vs. Ezzard Charles (Fernsehfilm)
- 1957: Sugar Ray Robinson vs. Carmen Basilio
- 1958: Carmen Basilio vs. Sugar Ray Robinson (Fernsehfilm)
- 1960: A Sport Is Born (Kurzfilm)
- 1966: The Winning Strain (Kurzfilm)